# ژان گی استرز
ژان گی استرز (انگلیسی: Jean-Guy Astresses؛ ۲۴ ژوئن ۱۹۲۹ – ۳۰ مارس ۲۰۲۰) بازیکن فوتبال اهل فرانسه بود.
از باشگاه‌هایی که در آن بازی کرده‌است می‌توان به باشگاه فوتبال بوردو اشاره کرد.